# Vitahavskanalen

Karta över Vitahavskanalen.

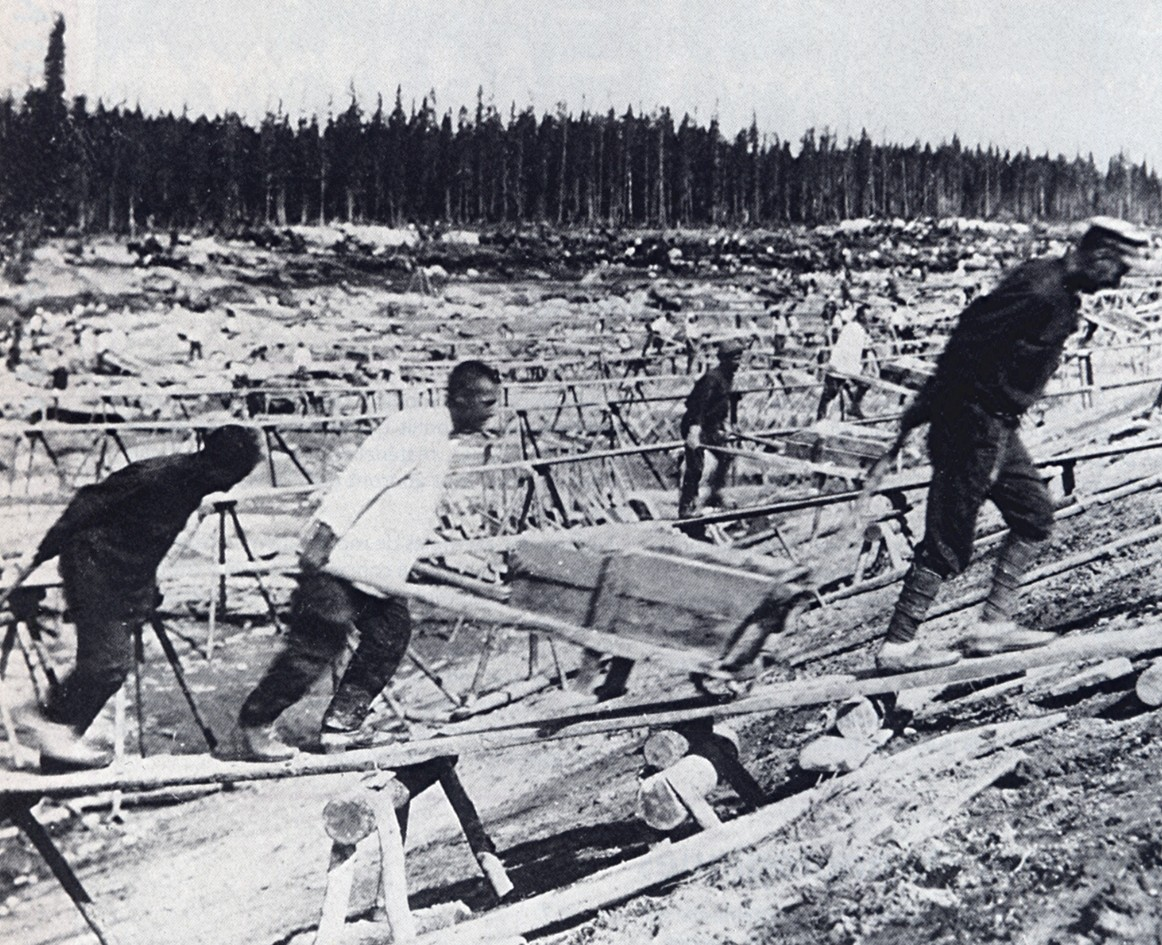
Fångarbetare under byggnationen, 1932.

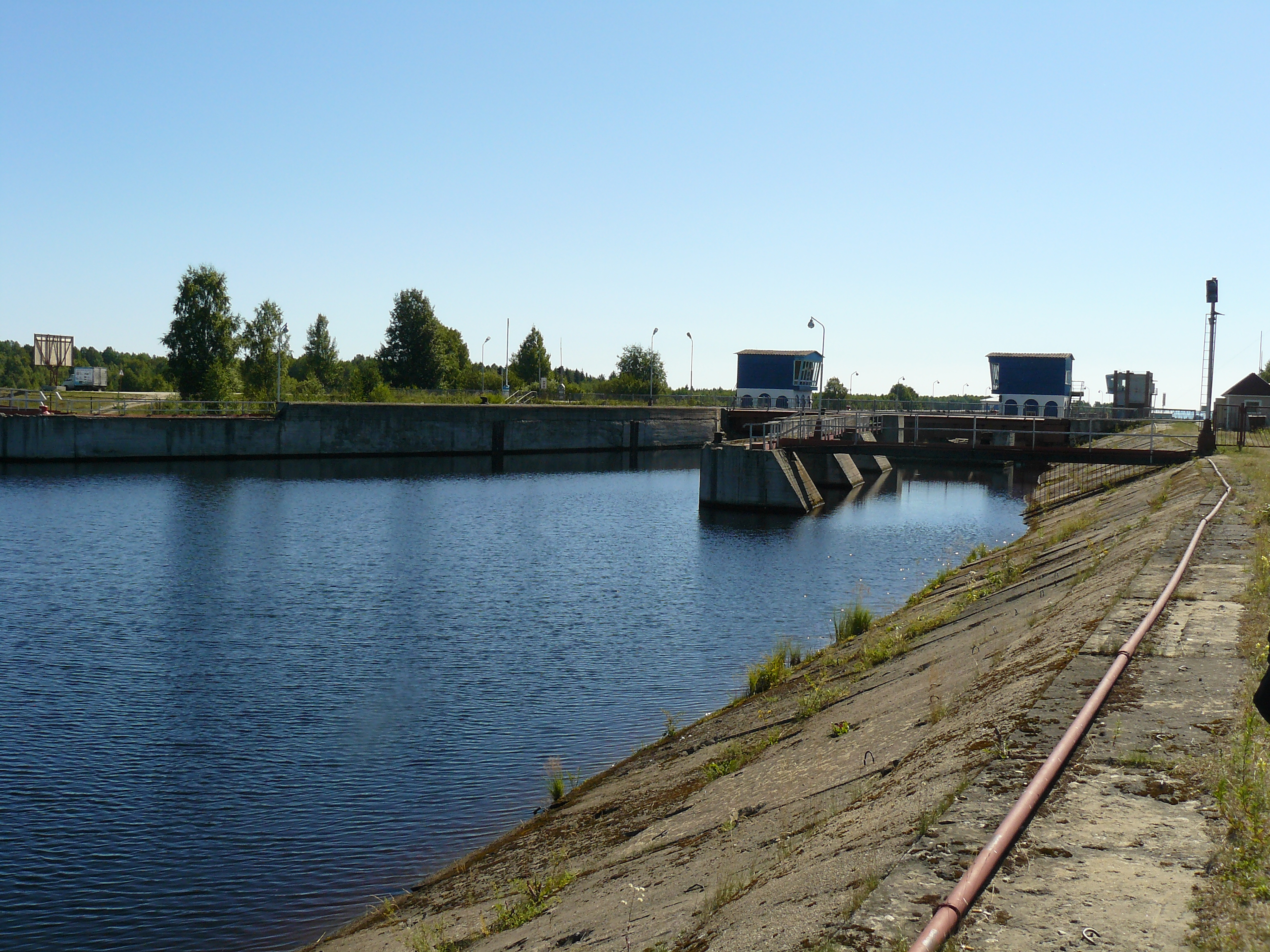
Vitahavskanalen nära Medvezjegorsk.

Vitahavskanalen, Stalinkanalen eller Vitahavs-Östersjökanalen (ryska: Беломорско-Балтийский канал, Belomorsko-Baltijskij kanal; ББК/BBK), förkortning Belmorkanal, är en rysk kanal som förbinder Vita havet i Norra ishavet med sjön Onega och därigenom Östersjön. Kanalen byggdes 1931—1933 under omänskliga förhållanden av slavarbetare ur Gulag, de sovjetiska strafflägren. Koncentrationslägren runt Vita havet benämndes ”Belbatlag”.  Enligt officiella uppgifter omkom 12 000 arbetare under uppförandet, medan Anne Applebaum uppskattar antalet döda till 25 000. Solsjenitsyn gör dock helt andra bedömningar. ”Det sägs att det dog 100 000 fångar den första vintern, 1931-1932 - dvs lika många som permanent arbetade vid kanalen. Varför skulle det vara otroligt? Siffran är snarare i underkant; under likartade förhållanden i krigstidens läger var en dödlighet på en procent om dagen ganska måttlig, det var allmänt känt. 100 000 fångar skulle alltså kunnat omkomma på drygt tre månader vid Vitahavskanalen. Och ändå förestod ytterligare en sommar. Plus ytterligare en vinter.”  Robert Conquest anför att ”man räknar med 200000 döda” utförda av deporterade kulaker. 
I Povenets finns ett monument med inskriptionen: ”Till de oskyldiga som dog under arbetet med att bygga Vitahavskanalen 1932-1933”.  Dödsorsaken var i huvudsak svält, kyla och omänskliga arbetsförhållanden.
D.P Vitkovskij som fungerade som arbetsledare  vid Vitahavskanalen tecknade ner sina minnen. ”Efter arbetsdagens slut blev liken kvar vid kanalfåran. Snön täckte deras ansikten. Någon hade kurat ihop sig under en omkullvält skottkärra, gömt händerna i ärmarna och frusit ihjäl så. Någon hade förstenats med huvudet mellan knäna. Där satt två man ihjälfrusna rygg mot rygg. Bondpojkar, de bästa arbetskarlar man kan tänka sig. I tiotusental skickades de till kanalen och man försökte se till, att ingen son hamnade på samma lägerplats som sin far; de skulle hållas åtskilda. Och genast fick de arbetsnormer för makadam och flyttblock som de inte ens skulle klara sommartid. Ingen kunde lära dem något och varna dem, utan på bönders vis lade de ner all kraft på det och utmattades snabbt - och så frös de ihjäl i varandras armar. På natten skickade man ut slädar för att samla upp dem. När kuskarna slängde upp ett lik på släden hördes en träaktig duns.” 
Victor Serge beskrev redan 1940-1942 arbetet vid koncentrationslägret Vitahavs-kanalen för ”de hundratrettio eller hundrasjuttiotusen arbetarna i lägren (ingen känner den exakta siffran), som över tundran, genom kärren, genom graniten, genom skogarna, höjderna, snön, öarna och vikarna i Fjärrkarelen grävde kanalen mellan Östersjön och Vita havet … med hackor och spett och grävskopor med valkiga nävar som tillhörde intellektuella mystiker, tekniker som blivit sabotörer, lantbrukare som fråntagits sin jord för att de fått alltför goda skördar, arbetare som stulit i fabrikerna eller fuskat i arbetet, präster som trotsat gudstjänstförbudet, ämbetsmän som haft otur, kommunister som tagit mutor, verkliga kontrarevolutionärer och än mer verkliga offer … De arbetade dag som natt, i skenet av strålkastare, i trettio graders kyla, i snöstormar där de genom den piskande vitheten som begravde allting omkring dem, begravde dem själva, deras maskiner och deras redskap…”. 
Anne Applebaum bekräftar det ovanstående större antalet; ”De cirka 170 000 fångar och ’specialförvisade’ som arbetade på projektet i tjugoen månader som behövdes använde träspadar, enkla handsågar, spetshackor till att gräva kanalen och anlägga dess väldiga dammar och slussar”. 
Kanalen går från sjön Onega via Vygozerosjön till Vita havet och är 227 km lång. Det ursprungliga namnet (fram till 1961) var Belomorsko-Baltijskij Kanal imeni Stalina (ung: Vita havet-Östersjökanalen uppkallad efter Stalin). Solsjenitsyn omskriver den som Stalinkanalen i Gulag-arkipelagen. Kanalen invigdes den 2 augusti 1933 efter endast 20 månaders byggtid.
Kanalen har idag endast ringa trafik, 10–40 båtar/dag. Applebaum skriver dock att trafiken endast omfattade högst 7 båtar om dagen, vanligtvis 3-4 båtar. Solsjenitsyn noterade vid besök två pråmar.  Dess ekonomiska nytta är numera liten, mycket beroende på att kanalen endast är 3–4 meter djup vilket är för grunt för de flesta havsgående fartyg. Om det ändå krävs omlastning från de havsgående fartygen kan omlastning till tåg vara att föredra. Kanalen är dessutom istäckt mellan oktober och maj.
Kanalen har 19 slussar. Deras storlek är: Längd 135 meter, bredd 14,3 meter och djup 3,5 meter.
Sjön Onega är sedan tidigare förbunden med Östersjön  via Volga–Östersjökanalen, samt Kaspiska havet och Svarta havet via floderna Volga och Volga–Donkanalen.

Karta över Vita havet-Baltiska kanalen.

Profil för kanalen mellan Vita havet och Östersjön